# Кердиваренко Василь Олександрович
Василь Олександрович Кердиваренко (1 січня 1928, місто Кишинів, тепер Молдова — ?) — молдавський радянський діяч, міністр народної освіти Молдавської РСР, міністр вищої та середньої спеціальної освіти Молдавської РСР. Член ЦК КП Молдавії в 1976—1990 роках. Депутат Верховної Ради Молдавської РСР 8—11-го скликань. Депутат Парламенту Республіки Молдови 2-го скликання (1994—1998). Кандидат економічних наук (1969), доцент (1971), доктор економічних наук, професор.

## Біографія
Народився в родині службовця.
У 1951 році закінчив Кишинівський державний університет імені Леніна.
У 1951—1956 роках — вчитель історії Кишинівської молдавської середньої школи № 4, заступник директора із навчальної частини (завідувач навчальної частини) Кишинівської молдавської середньої школи № 1.
Член КПРС з 1956 року.
У 1956—1959 роках — директор видавництва «Шкоала Советикэ» в Кишиневі.
У 1959—1961 роках — головний редактор, у 1963—1969 роках — директор видавництва «Картя Молдовеняскэ». З 1961 до 1963 року — старший викладач Кишинівського державного університету імені Леніна.
У 1969—1971 роках — завідувач кафедри філософії та політекономії Кишинівського державного педагогічного інституту імені Крянге.
У 1971 році — 1-й заступник міністра народної освіти Молдавської РСР.
У 1971 — 26 грудня 1978 року — міністр народної освіти Молдавської РСР.
26 грудня 1978 — 4 березня 1988 року — міністр вищої та середньої спеціальної освіти Молдавської РСР.
Потім — професор Державного педагогічного університету імені Крянге в місті Кишиневі.
У 1994—1998 роках — депутат Парламенту Республіки Молдови II-го скликання від Аграрної партії Молдови.
Подальша доля невідома.

## Основні праці
- Соціально-економічні проблеми народної освіти Молдавської РСР в умовах сучасної науково-технічної революції // Соціально-економічні проблеми народної освіти Молдавської РСР. Кишинів, 1979.
- Досвід ідейно-виховної роботи у вузах Молдавії. Москва, 1980

## Нагороди
- орден Трудового Червоного Прапора
- орден «Знак Пошани»
- медалі
- Заслужений працівник культури Молдавської РСР (1967)